# Militärkabinett

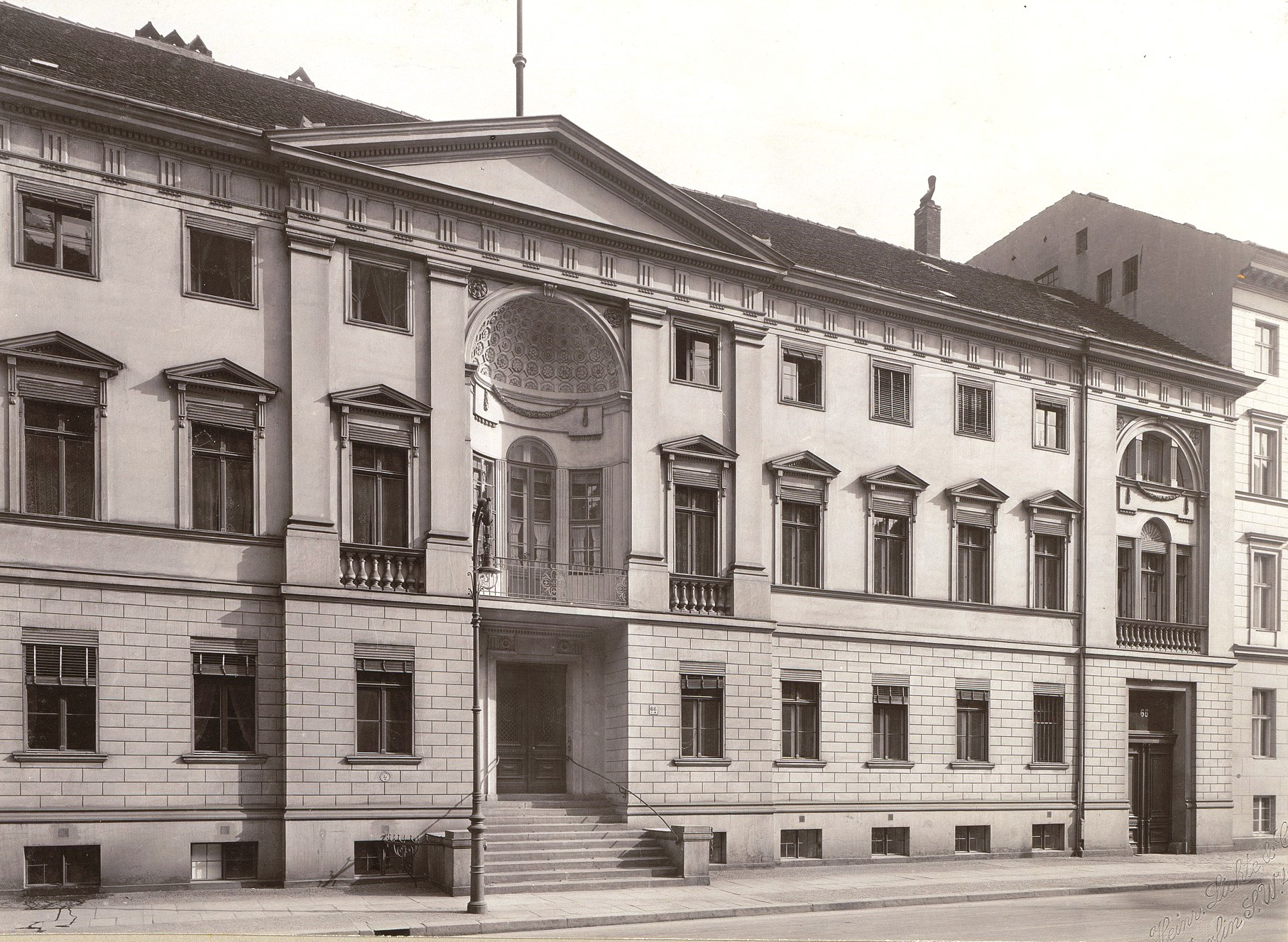
Gebäude und Sitz des Militärkabinetts in Berlin in der Behrenstraße.

Das Militärkabinett war ein unmittelbares Organ der Kommandogewalt des preußischen Königs und deutschen Kaisers zur Bearbeitung von Personalsachen des Offizierskorps und Vermittlungsstelle zu den Militärbehörden.

## Geschichte
Das Militärkabinett entstand aus der Personalabteilung des 1809 im Zuge der Militärreform in Preußen errichteten Kriegsministeriums. Neben seiner Bestimmung als Personalabteilung entwickelte es sich aber zugleich zum Militärkabinett des Monarchen, da ihm nun auch die Bearbeitung aller anderen Militärangelegenheiten übertragen wurde, die allein der Kommandogewalt des Königs unterworfen waren.
In einer Kabinettsorder vom 3. Juni 1814 erscheint die Bezeichnung Militärkabinett erstmals offiziell. Der Chef des Militärkabinetts war oft gleichzeitig Generaladjutant und damit nur noch formell dem Kriegsminister direkt unterstellt. Nach 1841 allerdings wurde sein Einfluss zugunsten des Kriegsministers zeitweise eingeschränkt, doch weigerte sich König Friedrich Wilhelm IV. in der Revolution 1848/49, das Militärkabinett abzuschaffen. 
Unter dem späteren Generalfeldmarschall Edwin von Manteuffel, von 1856/1857 bis 1865 in Personalunion Chef der Abteilung für persönliche Angelegenheiten und des Militärkabinetts und seit 1861 Generaladjutant, erlangte das Militärkabinett weitgehende Selbständigkeit. Während der Kriege von 1866 (Deutscher Krieg) und 1870/1871 (Deutsch-Französischer Krieg) gehörte der Chef des Militärkabinetts zum Hauptquartier.
Mit der Herausbildung des kaiserlich-deutschen Heeres und der Heeresverstärkung nach 1871 erweiterten sich die Befugnisse des Militärkabinetts bedeutend. Es blieb eine preußische Behörde und fungierte zugleich als Kabinett der kaiserlichen Kommandogewalt. Bis 1918 hieß es offiziell „Militärkabinett Seiner Majestät des Kaisers und Königs“. Als einziger Militär hatte der Chef des Kabinetts wöchentlich mehrmals Vortrag beim Kaiser, wohnte fast allen militärischen Vorträgen bei und vermittelte in Kommandoangelegenheiten den Verkehr zwischen der Krone und den Militärbehörden. Daraus erwuchsen die Machtstellung des Militärkabinetts und sein großer Einfluss auf Kaiser Wilhelm I. und noch mehr auf Wilhelm II., der das geheime Kabinettsystem besonders begünstigte und 1889 auch ein Marinekabinett einrichtete.
Während des Ersten Weltkrieges verlor das Militärkabinett zugunsten der Obersten Heeresleitung an Einfluss und wurde im Rahmen der sogenannten „Parlamentarisierung des Kaiserreiches“ am 28. Oktober 1918 dem Kriegsministerium unterstellt. Mit dem Sturz der Monarchie und dem Ausbruch der Novemberrevolution 1918/19 hörte das Militärkabinett in seiner alten Form auf zu bestehen. Am 7. Dezember 1918 erhielt es die neue Bezeichnung „Personalamt im Kriegsministerium“.

## Dienstsitz
Von 1872 bis 1918 hatte das Militärkabinett seinen Sitz in der Behrenstraße 66. Das von Conrad Friedrich Wilhelm Titel 1792–1793 als Palais Massow errichtete Gebäude, das von 1830 bis 1872 als Generalstabsgebäude diente, wurde zu diesem Zweck 1872 umgebaut.

## Chefs des Militärkabinetts
- 1808: Karl von Grolman
- 1810: Hermann von Boyen
- 1816: Ludwig Gustav von Thile
- 1818: Job von Witzleben
- 1834: Karl Friedrich David von Lindheim
- 1841: August Wilhelm von Neumann-Cosel
- 1848: Friedrich Ludwig Robert Johann von Schoeler
- 1857: Edwin von Manteuffel
- 1864: Hermann von Tresckow
- 1871: Emil von Albedyll
- 1888: Wilhelm von Hahnke
- 1901: Dietrich von Hülsen-Haeseler
- 1908: Moriz von Lyncker
- 1918: Ulrich von Marschall